# 松平親純
松平 親純（まつだいら ちかずみ）は、豊後杵築藩の第4代藩主。能見松平家10代。

## 略伝
常陸麻生藩主・新庄直詮の十三男。早くから外祖父重栄の養嗣子となり、正徳5年（1715年）におじで先代藩主の重休が早世したため、その跡を継いだ。藩政においては享保9年（1724年）から天候不順、享保の大飢饉による大被害を受け、幕府から3,000両を借用してしのぐほどであったと言われている。元文4年（1739年）2月16日、37歳で死去し、跡を長男の親盈が継いだ。